# Viviendas de la Obra del Hogar Nacional Sindicalista
Las viviendas de la Obra del Hogar Nacional Sindicalista (también denominadas viviendas de la Obra del Hogar Sindical) son unos bloques de viviendas de promoción oficial construidas en 1937 en Valladolid, España. Se ubican en el barrio de Las Delicias y son obra del arquitecto Jesús Carrasco-Muñoz, realizadas en estilo moderno.

## Historia
Al estallar la guerra civil española tras el golpe de Estado de 1936 los proyectos de mejora de la vivienda y la ordenación urbana por medio de viviendas económicas en Valladolid emprendidos por la corporación municipal presidida por el alcalde Antonio García Quintana fueron paralizados. Al asumir el gobierno municipal el bando sublevado, se dio paso a un proceso de paternalismo institucional con la creación del organismo Obra del Hogar Nacional Sindicalista, cuyo objetivo fue la promoción de vivienda según la legislación de casas baratas de 1921.
El proyecto de estas viviendas fue firmado por el arquitecto madrileño Jesús Carrasco-Muñoz Pérez de Isla, iniciándose las obras en el verano de 1937. Se planeó levantar 10 bloques de 216 viviendas, pero finalmente se redefinió por el máximo de altura aplicable de cuatro plantas, por lo que se redujo a siete bloques de 169 viviendas.
El solar que ocupó fue de 29 684 m2. Los pisos son de 71 m2 y 51,5 m2.